# Another Country (pel·lícula de 1984)
Another Country és una pel·lícula romàntica de drama històric britànica del 1984 escrita per Julian Mitchell, adaptada del la seva obra homònima. Dirigida per Marek Kanievska, la pel·lícula és protagonitzada per Rupert Everett i Colin Firth en el seu debut al llargmetratge.
Another Country es basa vagament en la vida de l'espia i agent doble Guy Burgess, Guy Bennett a la pel·lícula. Explora la seva homosexualitat i la seva exposició al marxisme, mentre examina la hipocresia i l'esnobisme del sistema escolar públic anglès.

## Argument
L'escenari és una escola pública, inspirada en Eton i Winchester, als anys trenta. Guy Bennett i Tommy Judd són alumnes i, com que tots dos són forasters i a la seva manera, amics (Bennett és gai mentre que Judd és marxista).
Un dia, un professor troba un alumne, Martineau, i un noi d'una altra casa que es dedica a la masturbació mútua. Martineau es penja posteriorment, mentre els professors i els alumnes grans fan tot el possible per mantenir l'escàndol lluny dels pares i del món exterior. L'escàndol, però, dona al capità de la casa, obsessionat per l'exèrcit, Fowler, una bona raó per conspirar contra Bennett. A Fowler no li agraden ni ell ni en Judd i vol evitar que Bennett es converteixi en un "Déu", un títol escolar per als dos principals prefectes. Fowler és capaç d'interceptar una nota d'amor de Bennett a James Harcourt. Bennett accepta ser castigat amb una bastonada per no comprometre Harcourt; mentre que en ocasions anteriors, havia evitat el càstig fent xantatge als altres "senyors" amb l'amenaça que revelaria les seves pròpies experiències amb ell.
Mentrestant, Judd es resisteix a convertir-se en prefecte, ja que considera que no pot avalar un "sistema d'opressió". Fa un amarg discurs sobre com els nois oprimits pel sistema creixen i són els pares que el mantenen. Finalment, però, accepta convertir-se en prefecte per evitar que Fowler es converteixi en cap de casa. Això no passa mai perquè un altre alumne, Donald Devenish, accepta quedar-se a l'escola i convertir-se en prefecte si és nomenat per convertir-se en Déu en lloc de Bennett.
Devastat per la pèrdua del seu estimat somni de convertir-se en un Déu, Bennett s'adona que el sistema de classes britànic depèn molt de l'aparença exterior i que ser obertament gai és un greu obstacle per a la seva carrera com a diplomàtic.
L'epíleg de la pel·lícula diu que Bennett va desertar a Rússia més tard a la seva vida, després d'haver estat espia de la Unió Soviètica. Judd va morir lluitant a la Guerra Civil Espanyola.

## Repartiment
- Rupert Everett com a Guy Bennett
- Colin Firth com a Tommy Judd
- Cary Elwes com a James Harcourt
- Michael Jenn com a Barclay
- Robert Addie com a Delahay
- Rupert Wainwright com Donald Devenish
- Tristan Oliver com a Fowler
- Piers Flint-Shipman, acreditat a Frederick Alexander, com a Jim Menzies
- Adrian Ross Magenty com a Wharton
- Geoffrey Bateman com a Yevgeni
- Philip Dupuy com a Martineau
- Guy Henry com a noi cap
- Jeffry Wickham com a Arthur
- John Line com el millor home
- Gideon Boulting com a Trafford
- Nicholas Rowe com a Spungin
- Anna Massey com Imogen Bennett
- Betsy Brantley com a Julie Schofield
- Jim Tavaré (sense acreditar) com a estudiant addicional destacat i substitut de Colin Firth

Charles Spencer, 9è comte Spencer, el germà petit de Diana, princesa de Gal·les, és un extra (sense diàleg) en tres escenes.

## Títol
El títol no només fa referència a la Rússia Soviètica, que és l'"altre país" al qual recorre Bennett al final, sinó que es pot veure que adquireix una sèrie de significats i connotacions diferents. Podria ser una referència a la primera línia de la segona (o tercera, segons la versió) estrofa de l'himne "I Vow to Thee, My Country", que es canta tant a l'obra com a la pel·lícula, com a més de referir-se al fet que la vida de l'escola pública anglesa dels anys trenta era realment molt semblant a "un altre país". A l'himne, l'altre país al qual es fa referència és el Cel (o el Regne del Cel). Cap al final de la pel·lícula, el comunisme s'associa amb el cel: 

Guy: No seria meravellós si el comunisme fos cert? Què, cel a la terra?

Tommy: Terra a la terra. La terra justa

Another Country també és el títol d'una novel·la de James Baldwin de 1962, que inclou personatges gais i bisexuals. The Go-Between és una novel·la de L. P. Hartley, publicat a Londres l'any 1953 i començant amb la famosa frase: "El passat és un país estranger: hi fan les coses de manera diferent". Sovint es cita malament l'element principal amb l'expressió "un altre país".
La referència més directa és a diverses línies conegudes de la literatura anglesa, originàries de l'obra de Christopher Marlowe The Jew of Malta (c, 1590).

Frare Barnadine: Ho has comès–

Barabas: Fornicació, però això era en un altre país; / I a més, la mossa és morta.

Aquí "la mossa" pot referir-se a Martineau. La majoria dels estudiants estan més interessats a encobrir un possible escàndol que a preocupar-se per la mort real. Si és així, l'"adulteri" pot referir-se al que es fa a Martineau i potser a tots els estudiants de l'escola, més que als seus vincles sexuals reals.

## Producció
L'Eton College es va negar a servir com a ubicació per a la pel·lícula. Amb la incorporació d'una font addicional, el Old Schools Quadrangle a la Universitat d'Oxford es va convertir en un lloc important, al llarg d'altres localitats com ara com la Bodleian Library, Brasenose College, Brasenose Lane i Broad Street. Molts interiors es van rodar a Althorp, seu de la família Spencer. Altres escenes es van filmar a Apethorpe Hall.
Rupert Everett, que havia interpretat el paper de Bennett a la primera tirada de l'obra, va ser seleccionat per a aquest paper per a la pel·lícula.
Vint anys més tard, Everett va protagonitzar una altra pel·lícula de Marek Kanievska, Tercera identitat (2004), interpretant a un espia basat en Kim Philby, un estret associat de l'espia Guy Burgess, en qui es basa el personatge de Bennett.
Goldcrest Films va aportar 735.000 £ del pressupost. El saldo estava format per 500.000 lliures de la National Film Finance Corporation, comissions diferides i els ingressos d'un contracte d'arrendament fiscal amb Eastern Counties Newspapers. Jake Eberts de Goldcrest diu que la producció d'Alan Marshall va assegurar que la pel·lícula arribés a temps i amb pressupost sense perdre cap valor de producció.

## Recepció
Goldcrest Films va invertir 735.000 £ i va rebre 858.000 £ a canvi, la qual cosa els va fer un benefici de 123.000 £.

## Premis
La pel·lícula es va presentar al 37è Festival Internacional de Cinema de Canes on va guanyar el premi a la millor contribució artística.
Va ser nominada a tres premis BAFTA al cinema: Muntatge (1984) Gerry Hambling, el nouvingut més destacat al cinema (1984) Rupert Everett i Guió adaptat (1984) Julian Mitchell